# Jyrki Huhtamäki
Jyrki Huhtamäki (Vaasa, 27 augustus 1967) is een voormalig profvoetballer uit Finland, die speelde als middenvelder gedurende zijn carrière. Hij kwam uit voor VPS Vaasa en MP Mikkeli. Huhtamäki beëindigde zijn loopbaan in 2000.

## Interlandcarrière
Huhtamäki kwam in totaal 13 keer uit voor de nationale ploeg van Finland in de periode 1988-1996. Onder leiding van bondscoach Jukka Vakkila maakte hij zijn debuut op 3 november 1988 in de vriendschappelijke uitwedstrijd tegen Koeweit (0-0) in Koeweit-Stad, net als Juha Karvinen (KuPS Kuopio) en Ari Tegelberg (RoPS Rovaniemi). Huhtamäki trad in dat duel na 82 minuten aan als vervanger van Kimmo Tarkkio (HJK Helsinki).

## Erelijst
VPS Vaasa
- Liigacup

1999, 2000